# Zulteboorvlieg
De zulteboorvlieg (Campiglossa plantaginis) is een vliegensoort uit de familie van de boorvliegen (Tephritidae). De wetenschappelijke naam van de soort is voor het eerst geldig gepubliceerd in 1833 door Haliday.